# Shangjing Longquanfu

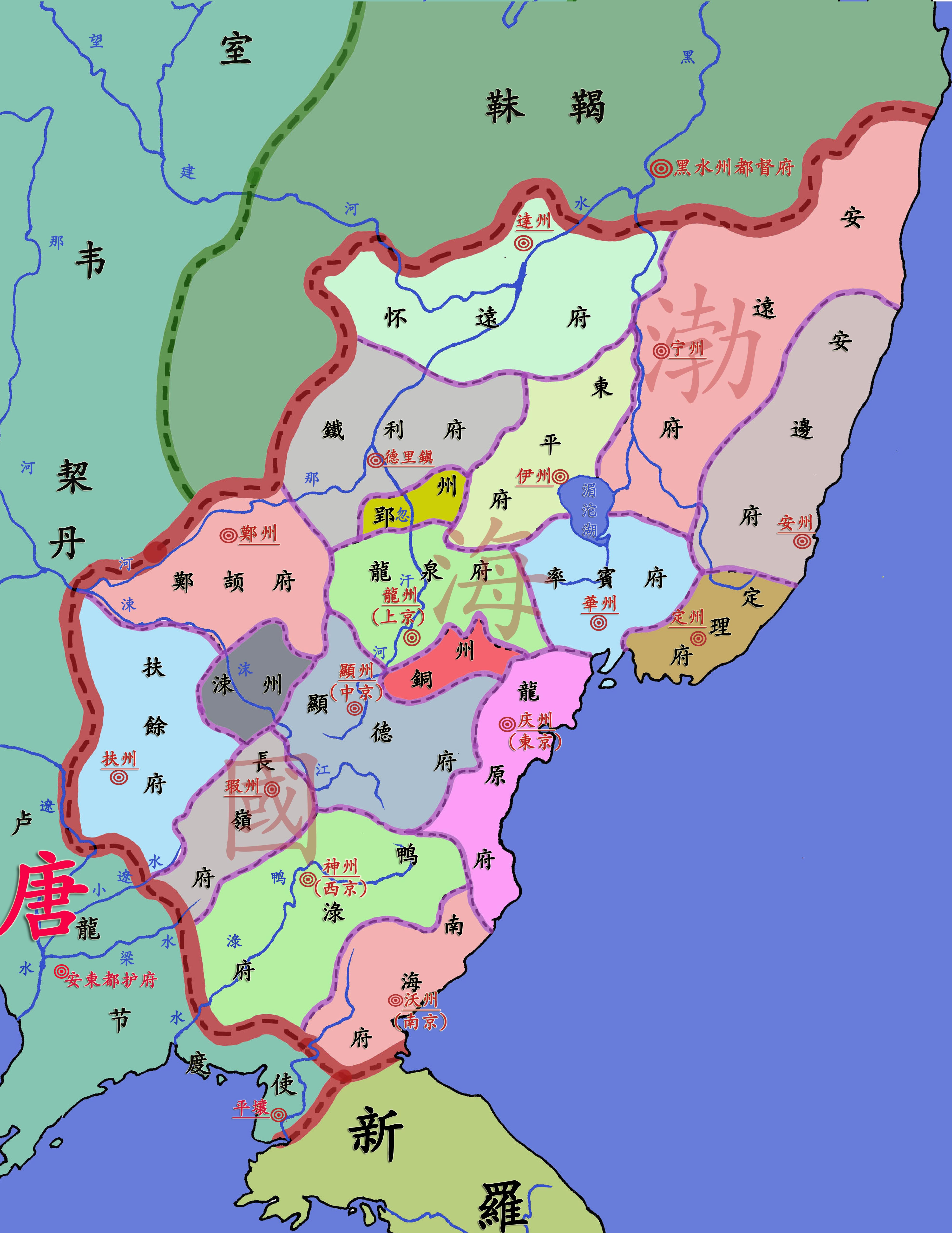

Die Stätte Shangjing Longquanfu des Bohai-Reiches, auch „Erste Hauptstadt“ Longquanfu von Balhae (渤海国上京龙泉府遗址,  Bóhǎiguó Shàngjīng Lóngquánfǔ yízhǐ, englisch Capital City Longquanfu of State of Bohai / Shangjing Longquanfu of Bohai State / Ruins of Bohai Shangjing-Longquanfu in Ning'an)  liegt in der Großgemeinde Bohai (渤海镇) der Stadt Ning’an (宁安市), Mudanjiang, in der nordostchinesischen Provinz Heilongjiang. 
Es war eine der fünf Hauptstädte (die „erste Hauptstadt“ – superior capital) des Bohai-Reiches (Balhae, 698–926) in der Zeit der chinesischen Tang-Dynastie. Sie wurde in den 1930er Jahren von Japanern wiederentdeckt. In den 1960er Jahren wurde sie vom Archäologischen Institut der Chinesischen Akademie der Sozialwissenschaften untersucht. Die Palaststätte wird seit 1997 systematisch erforscht.
Die Stätte Shangjing Longquanfu des Bohai-Reiches (Bohaiguo Shangjing Longquanfu yizhi) steht seit 1961 auf der Liste der Denkmäler der Volksrepublik China (1-158).

## Nachschlagewerke
- Cihai („Meer der Wörter“), Shanghai cishu chubanshe, Shanghai 2002, ISBN 7-5326-0839-5
- Zhongguo da baike quanshu: Kaoguxue (Archäologie). Beijing: Zhongguo da baike quanshu chubanshe 1986